# Unione Sportiva Pistoiese 1921 2013-2014
Questa voce raccoglie le informazioni riguardanti l'Unione Sportiva Pistoiese 1921 S.D. nelle competizioni ufficiali della stagione 2013-2014.

## Rosa
| N. |                    | Ruolo | Calciatore           |
| -- | ------------------ | ----- | -------------------- |
|    | Italia (bandiera)  | P     | Nicola Sambo         |
|    | Polonia (bandiera) | P     | Michal Olczak        |
|    | Italia (bandiera)  | D     | Lorenzo Collacchioni |
|    | Italia (bandiera)  | D     | Lorenzo Giovannelli  |
|    | Italia (bandiera)  | D     | Matteo Gorelli       |
|    | Italia (bandiera)  | D     | Ivo Molnar           |
|    | Italia (bandiera)  | D     | Gianluca Nocentini   |
|    | Italia (bandiera)  | D     | Edoardo Romani       |
|    | Italia (bandiera)  | D     | Fabio Varricchio     |
|    | Italia (bandiera)  | D     | Francesco Belli      |
|    | Italia (bandiera)  | C     | Angelo Buglio        |
|    | Italia (bandiera)  | C     | Lorenzo Cecchi       |

| N. |                   | Ruolo | Calciatore            |
| -- | ----------------- | ----- | --------------------- |
|    | Italia (bandiera) | C     | Niccolò Galasso       |
|    | Italia (bandiera) | C     | Alessandro Gambadori  |
|    | Italia (bandiera) | C     | Mickael Varutti       |
|    | Italia (bandiera) | C     | Gianluca Vianello     |
|    | Italia (bandiera) | A     | Piergiorgio Altissimi |
|    | Italia (bandiera) | A     | Carlo Bigoni          |
|    | Italia (bandiera) | A     | Marco De Angelis      |
|    | Italia (bandiera) | A     | Giulio Giordani       |
|    | Italia (bandiera) | A     | Simone Minincleri     |
|    | Italia (bandiera) | A     | Maurizio Peluso       |
|    | Italia (bandiera) | A     | Matteo Saccà          |
|    | Italia (bandiera) | A     | Robson Machado Toledo |

## Risultati

### Serie D

#### Girone di andata
| Arbitro: | Dionisi (L'Aquila) |

|                                                                                            |           |  |
| C. Bigoni 21’ A. Buglio 45’ (rig.) M. Peluso 54’ 59’ L. Collacchioni 76’ S. Minincleri 86’ | Marcatori |  |

| Arbitro: | Provesi (Treviglio) |

|                     |           |               |
| Essoussi 72’ (rig.) | Marcatori | C. Bigoni 87’ |

| Arbitro: | Samuele Bruni (Fermo) |

|                             |           |                  |
| C. Bigoni 65’ M. Peluso 90’ | Marcatori | Marri 75’ (rig.) |

| Arbitro: | Vittorio di Gioia (Nola) |

|  |           |                          |
|  | Marcatori | M. Peluso 61’ Toledo 65’ |

| Arbitro: | Aldo Marchese (Cosenza) |

|               |           |                   |
| Tramontano 6’ | Marcatori | S. Minincleri 50’ |

| Arbitro: | Schirru (Nichelino) |

|                                                     |           |  |
| Toledo 26’ Bigoni 38’ 62’ Peluso 53’ Minincleri 80’ | Marcatori |  |

| Arbitro: | Oggioni (Monza) |

|                                  |           |                |
| Ventanni 23’ (rig.) Calcagni 89’ | Marcatori | Peluso 48’ 53’ |

| Arbitro: | Giuseppe Celentano (Torre Annunziata) |

|                              |           |  |
| Buglio 34’ Peluso 84’ (rig.) | Marcatori |  |

| Arbitro: | Moraglia (Verona) |

|                                 |           |                          |
| Gammaidoni 19’ Di Salvatore 91’ | Marcatori | Nocentini 44’ Bigoni 59’ |

| Arbitro: | Alessandro Pietropaolo (Modena) |

|                           |           |             |
| Bigoni 18’ Minincleri 43’ | Marcatori | Panichi 45’ |

| Arbitro: | Mei (Pesaro) |

|                   |           |            |
| Fabbri 25’ (rig.) | Marcatori | Bigoni 11’ |

| Pistoia 17 novembre 2013, ore 14:30 12ª giornata                                               | Pistoiese | 5 – 0 referto | Pontevecchio | Stadio Marcello Melani |
| \| \| \| \| \| Bigoni 42’ Peluso 43’ Toledo 46’ Minincleri 70’ Giordani 71’ \| Marcatori \| \| |           |               |              |                        |
|                                                                                                |           |               |              |                        |
| Bigoni 42’ Peluso 43’ Toledo 46’ Minincleri 70’ Giordani 71’                                   | Marcatori |               |              |                        |

| Arbitro: | Francesco Fiorenza (Roma) |

|  |           |                                        |
|  | Marcatori | Bigoni 35’ Nocentini 37’ Gambadori 59’ |

| Arbitro: | D. Amabile (Vicenza) |

|                                    |           |              |
| Bigoni 37’ Giordani 59’ Toledo 81’ | Marcatori | Zuppardo 39’ |

| Arbitro: | I. Robilotta (Sala Consilina) |

|                 |           |                       |
| A. Polidori 16’ | Marcatori | Peluso 37’ Buglio 39’ |

| Arbitro: | G. Parrella (Battipaglia) |

|                           |           |                |
| Bigoni 38’ Minincleri 59’ | Marcatori | Ceccagnoli 55’ |

| Arbitro: | Capone (Palermo) |

|  |           |                       |
|  | Marcatori | Cecchi 31’ Bigoni 51’ |

#### Girone di ritorno
| Arbitro: | Valiante (Nocera Inferiore) |

|               |           |                                                |
| Bianchini 49’ | Marcatori | C. Bigoni 6’, 9’ Toledo 8’, 21’ Minincleri 58’ |

| Arbitro: | Massimi (Termoli) |

|                |           |               |
| Minincleri 67’ | Marcatori | D. Carfora 4’ |

| Arbitro: | Colosimo (Torino) |

|                     |           |  |
| Tommassini 41’, 71’ | Marcatori |  |

| Pistoia 26 gennaio 2014, ore 14:30 21ª giornata | Pistoiese | 3 – 0 referto | Colligiana | Stadio Marcello Melani |

#### Poule scudetto
| Pistoia 11 maggio 2014, ore 14:30 Turno preliminare - giornata 1 | Pistoiese                | 0 – 0 | Lucchese | Stadio Marcello Melani\| Arbitro: \| Andrea Moraglia (Verona) \| |
| Arbitro:                                                         | Andrea Moraglia (Verona) |       |          |                                                                  |

| Arbitro: | Diego Provisi (Treviglio) |

|                                 |           |                  |
| Morbidelli 41’ D'Alessandro 79’ | Marcatori | 38’ Collacchioni |

### Coppa Italia Serie D
| Arbitro: | Fabbri (Valdarno) |

|                     |           |                                                    |
| L. Collacchioni 24’ | Marcatori | Chiarelli 17’ Aliboni 30’ 64’ (rig.) Pecchioli 93’ |